# Philippsthal (Nuthetal)

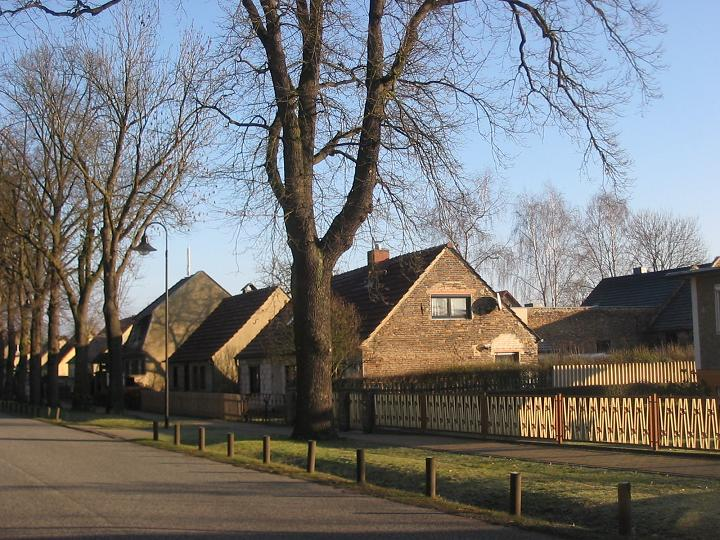
Denkmalgeschützter Straßenzug

Philippsthal ist ein Straßendorf im brandenburgischen Landkreis Potsdam-Mittelmark. Es ist seit 2003 Teil der Gemeinde Nuthetal, die aus einem freiwilligen Zusammenschluss von fünf bis dahin selbständigen Ortschaften entstanden ist.

## Geschichte und Etymologie

### 18. Jahrhundert

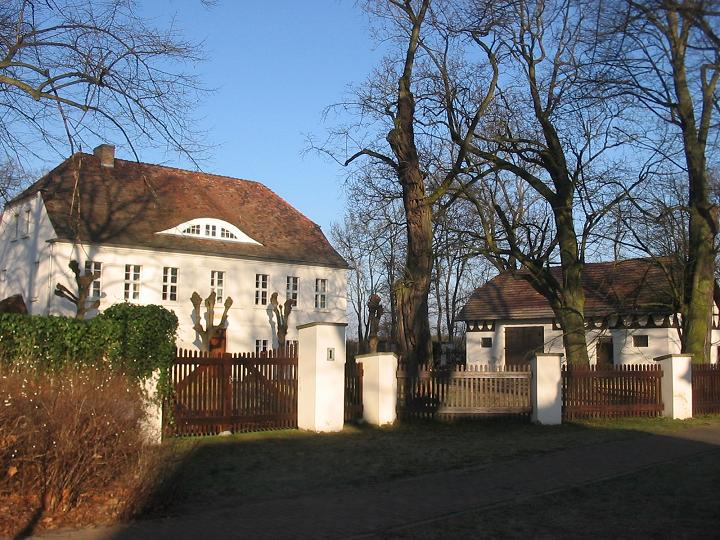
Haus Friedrichshuld

Sowohl unter Friedrich I. als auch Friedrich II. wurde, um Preußen unabhängig von Importen zu machen, die Bildung von Textilmanufakturen gefördert. Im Zuge dessen entstanden sogenannte Spinnerdörfer.
Eines davon ist das 1754 gegründete Philippsthal. Es wird vermutet, dass der Name des Dorfes eine Würdigung von Philipp Wilhelm von Brandenburg-Schwedt ist. Dieser hatte u. a. die Besiedlung des Oderbruchs gefördert. Ursprünglich war Philippsthal dem Amt Saarmund zugeordnet und sollte Heimat für 50 Familien werden. Hierfür kam es im Jahr 1753 zu einer Vermessung der sogenannten Niederheyde (302 Morgen und 159 Quadratruten (QR)), der Krügersheide (146 Morgen 145 QR), des Wentdorf (213 Morgen 52 QR) sowie der Schulzenheide (139 Morgen 63 QR).
Für die 50 Spinnerfamilien wurden rund 25 schilf- oder strohgedeckte Fachwerk-Doppelhäuser mit gemeinsamem Rauchfang und drei Brunnen errichtet. Jede der Familien erhielt vom preußischen König je einen Morgen Gartenland und Wiese sowie eine Kuh. Zudem wurden die Familien von Abgaben befreit. Im Gegenzug mussten sie monatlich zwei Pfund versponnene Wolle abliefern. Ein vom König eingesetzter Schulze überwachte die Abgabe der Wolle an die ansässigen Spinner und auch die Ablieferung der hergestellten Garne. 1755 bestand damit in Philippsthal eine Plantage des Feldpropstes Decker sowie entsprechender Wirtschaftsgebäude. Das Dorf wurde mit einem Karree in der Mitte angelegt, von der aus in jeder Hälfte der Dorfstraße 13 Häuser zu je zwei Familien in Richtung Saarmund entstanden waren. Ein Gebäude für den Hirten wurde zu einem späteren Zeitpunkt errichtet. In der anderen Dorfhälfte in Richtung Schenkendorf entstanden das Haus des Dorfschulzen, ein Krug, ein Reisestall sowie weitere fünf Familienhäuser. Der Feldpropst wohnte am Dorfende in einem zweigeschossigen, massiv errichteten Wohnhaus, das von einem Vorhof sowie einem Stall begrenzt wurde. Weiterhin wurde ein Schulgebäude errichtet, dass 1755 jedoch ebenfalls noch nicht besetzt war.

### 19. Jahrhundert

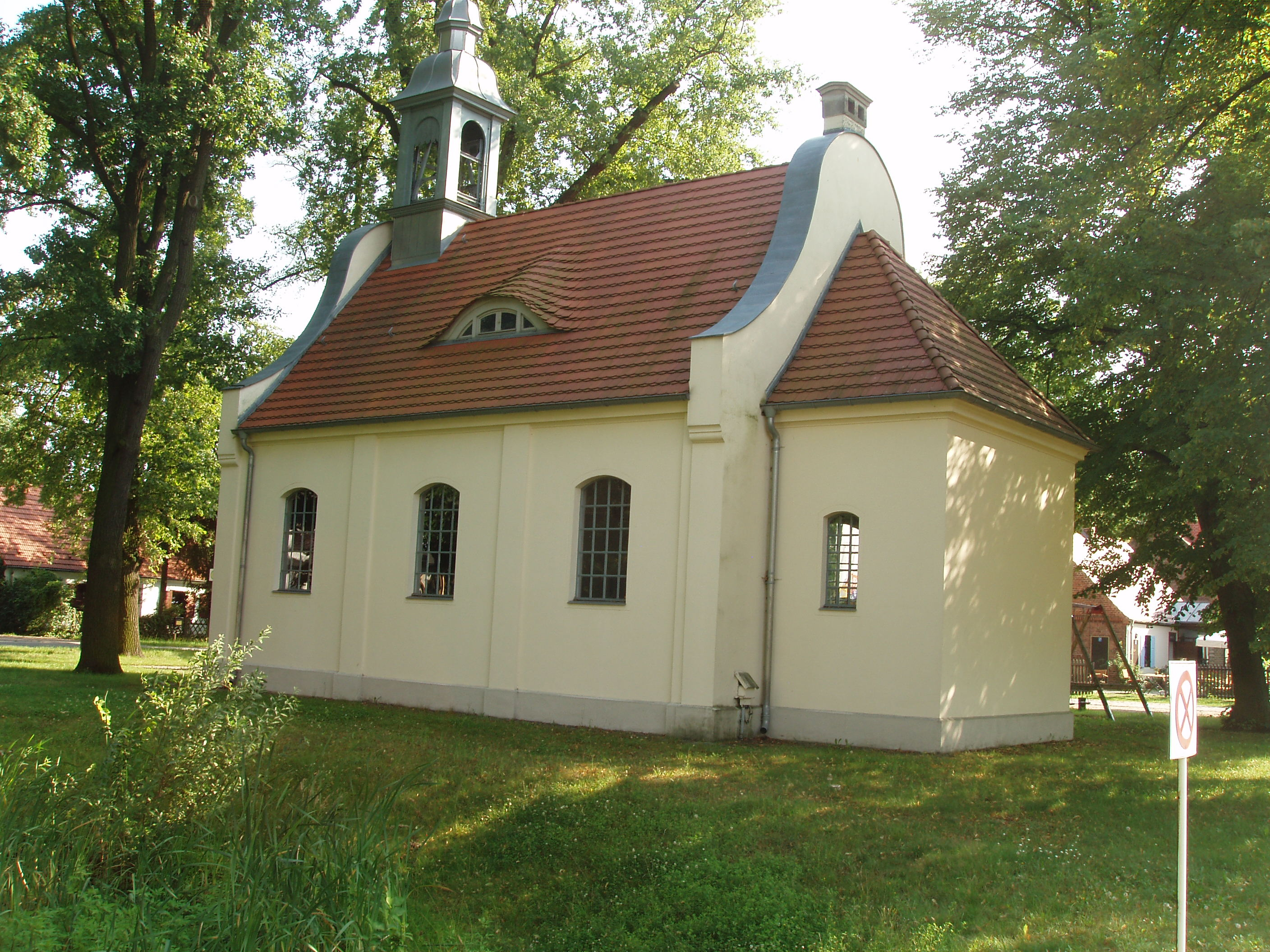
Dorfkapelle Philippsthal

Im Jahr 1801 gab es in Philippsthal das Dorfschulzengut sowie 38 Büdner, acht Leineweber und einen Krug. Sie betrieben insgesamt 53 Feuerstellen (=Haushalte). Der Versuch der Seidenraupenzucht scheiterte bereits im Ansatz, da die Maulbeerbäume das Klima nicht vertrugen. Die Manufakturen bestanden noch bis 1816. Seitdem gehen die Einwohner anderen Berufen nach. Die Wohngebäude bestanden weiterhin; im Jahr 1840 waren es 52 Stück. Im Jahr 1858 gab es sieben Hofeigentümer sowie 46 nebengewerbliche Landwirte mit einer Magd. Hinzu kamen 27 Arbeiter und eine Person Gesinde. Es gab 53 Besitzungen. Zwei von ihnen waren zwischen 30 und 300 Morgen groß und brachten es zusammen auf 100 Morgen. 51 weitere Besitzungen waren unter fünf Morgen groß und kamen zusammen auf 52 Morgen. Mittlerweile hatten sich auch einige andere Gewerke im Ort niedergelassen: Es gab drei Schneidermeister und einen Gesellen, zwei Zimmergesellen, einen Tischlermeister, einen Maurergesellen, zwei Zimmergesellen, einen Tischlermeister, einen Maurergesellen, einen Händler, einen Krüger, einen Beamten und fünf Personen, die als „Arme“ bezeichnet wurden. 1860 gab es im Ort drei öffentliche, 52 Wohn- und 49 Wirtschaftsgebäude ohne das Stöckerhaus, ein bereits 1743 erstmals erwähntes Wohnhaus mit einer Mühle.

### 20. Jahrhundert
Im Jahr 1900 gab es im Ort 56 Häuser. Die wirtschaftliche Lage verbesserte sich jedoch nicht entscheidend und so entstand erst 1902 die zugesagte eigene Schule. Die Dorfkirche entstand sogar noch zwei Jahre später. Zu diesem Zeitpunkt war aus dem Spinnerdorf bereits ein Bauerndorf geworden, welches einige stattliche Gehöfte hatte, von denen eines im 21. Jahrhundert unter Denkmalschutz steht. 1928 bestand Philippsthal aus dem Gemeindebezirk mit Haus und Mühle Stöckerhaus. Dort lebten und arbeiteten im Jahr 1939 ein land- und forstwirtschaftlicher Betrieb mit einer Fläche von 20 bis 100 Hektar. Neun weitere Betriebe waren zwischen zehn und 20 Hektar groß, 21 Betriebe zwischen fünf und zehn Hektar, 20 weitere zwischen 0,5 und fünf Hektar. Nach dem Zweiten Weltkrieg gründete sich zur Zeit der DDR eine LPG vom Typ I, die jedoch 1960 aufgelöst und an die LPG in Saarmund angeschlossen wurde. 1960 gründete sich erneut eine LPG Typ I mit 44 Mitgliedern und 279 Hektar landwirtschaftlicher Nutzfläche. Sie wurde 1970 an die LPG in Saarmund angeschlossen. Diese bestand 1973 als LPG Saarmund mit dem Betriebsteil Philippsthal.

### 21. Jahrhundert
Am 26. Oktober 2003 wurde Philippsthal in die neue Gemeinde Nuthetal eingegliedert.

## Bevölkerungsentwicklung
(Quelle: )
| Jahr      | 1772 | 1801 | 1817 | 1840 | 1858                   | 1895 | 1925 | 1939 | 1946 | 1964 | 1971 | 2010 | 2014 | 2018 | 2022 | 2023 |
| Einwohner | 201  | 188  | 226  | 262  | 271 (ohne Stöckerhaus) | 285  | 295  | 316  | 356  | 255  | 236  | 197  | 185  | 196  | 181  | 187  |

## Sehenswürdigkeiten und Kultur

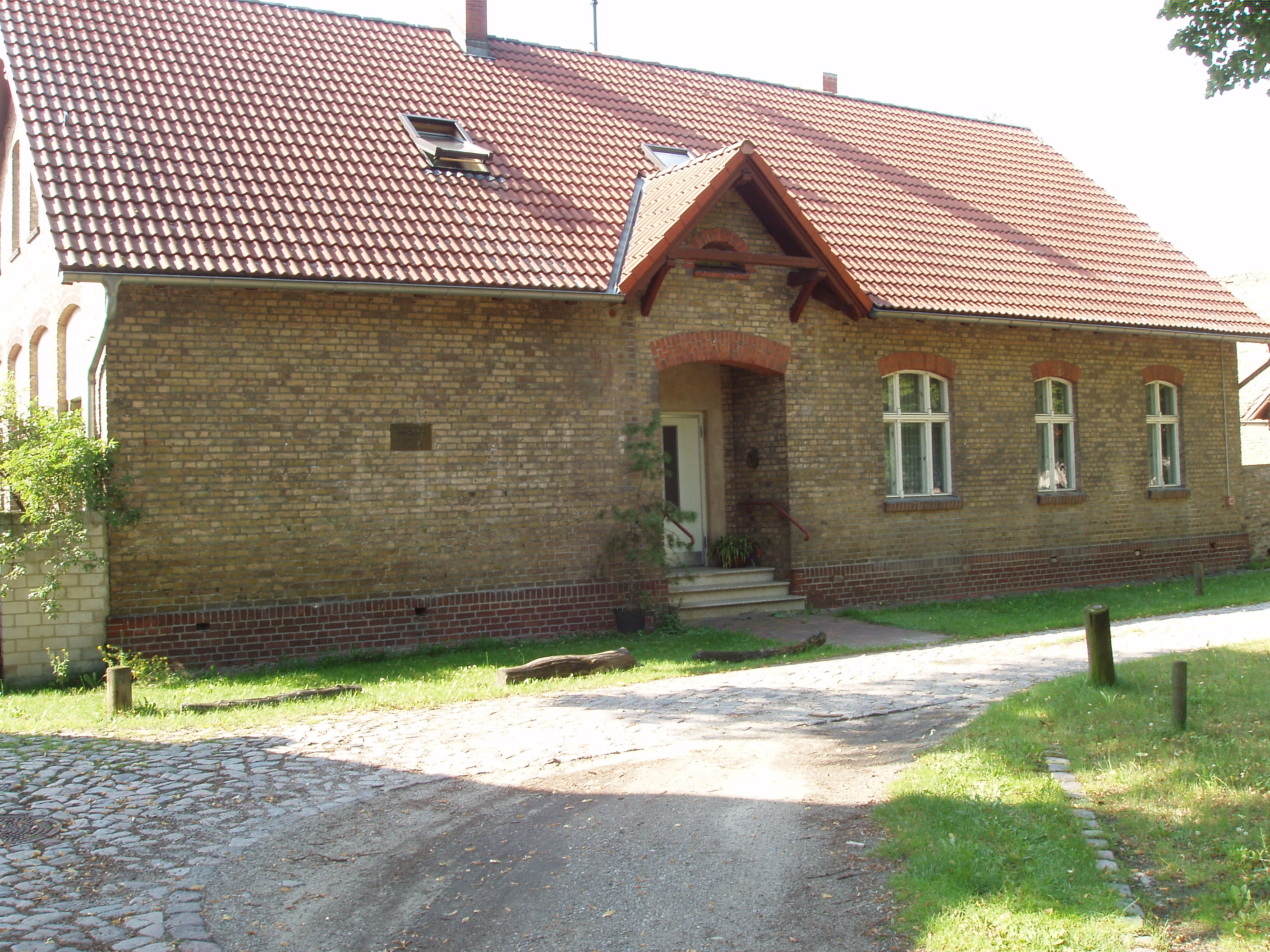
Schule mit Lehrerwohnung in Philippsthal, heute Ortsteilzentrum

Ungewöhnlich für die Größe des Ortes ist die Häufung von Baudenkmälern. Insgesamt hat Philippsthal sechs eingetragene Baudenkmäler. Die meisten Baudenkmäler erinnern an die Zeit der kolonisatorischen Besiedlung.
- Das 1765 errichtete Haus Friedrichshuld am Nordostausgang des Dorfes war der Wohnort des Schulzen, existiert noch heute und ist ein eingetragenes Baudenkmal. Mittelpunkt der Plantage für die Seidenraupenzucht aus Friedrichs Huld war das zweistöckige, herrschaftlich eingerichtete Haus des Schulzen mit mehreren Seitengebäuden. Zum Haus gehört ein Park. Der damals an der Spitze des preußischen Kriegskonsistoriums stehende Feldpropst Decker war der erste Eigentümer des Hauses. Um 1800 wurde das Haus neugestaltet und erhielt den heutigen Namen Haus Friedrichshuld.
- Eine Dorfkirche war dem Ort bereits bei Gründung versprochen worden, der Bau wurde aber auf Grund der finanziellen Lage über 150 Jahre lang nicht verwirklicht. 1899 beschloss die Kirchengemeinde den Bau der Dorfkapelle Philippsthal. Neben der Kirche steht ein Denkmal für die Gefallenen im Ersten Weltkrieg. Es besteht aus einem aufgerichteten, zur Wand behauenen Findling auf der eine Metallplatte die Namen der Gefallenen trägt. Umrahmt wird dies von einer steinbeetartig angeordneten Ansammlung Natursteine.
- Neben dem historisch gewachsenen Straßenbild sind zwei Wohnhäuser (Dorfstraße 5 und 36) sowie ein Gehöft (Dorfstraße 35) in die Landesdenkmalliste eingetragen. Das Wohnhaus Dorfstraße 5 brannte jedoch 2015 ab. Die Wohnhäuser sind Spuren der ursprünglich kolonisatorischen Besiedlung des Dorfes. Ein vollständiger Überblick über die Baudenkmale findet sich in der Liste der Baudenkmale in Nuthetal.
- Das jährliche Osterfeuer ist eine Tradition, wie auch das Jägerfest, das alljährlich am 2. Sonnabend im September gemeinsam mit den Nachbarorten Nudow und Schenkenhorst abgehalten wird.

## Politik

### Ortsvorsteher
Ortsvorsteher ist seit dem 1. Oktober 2017 Bernd-Alois Tenhagen.

### Ortsbeirat
Der Ortsbeirat setzt sich aus 3 Abgeordneten zusammen.
| Partei/Gruppierung    | Sitz/e |
| --------------------- | ------ |
| Philippsthaler Bürger | 2      |
| CDU                   | 1      |
| Gesamt                | 3      |

(Stand: Kommunalwahl am 26. Mai 2019)